# Weltagrarbericht
Der Weltagrarbericht (auch: Weltlandwirtschaftsbericht) mit dem Titel Agriculture at a Crossroads („Landwirtschaft am Scheideweg“) wurde 2008 vom Weltagrarrat (International Assessment of Agricultural Knowledge, Science and Technology for Development, IAASTD) veröffentlicht, einem Gremium vergleichbar dem  „Weltklimarat“ (IPCC). Der Bericht fordert insbesondere eine Ausdehnung der ökologischen Landwirtschaft beziehungsweise agrarökologischer Methoden und der Förderung von Kleinbauern. Die Grüne Gentechnik, Agrochemie und geistiges Eigentum von Saatgut werden kritisch hinterfragt.
Deutschland, die USA, Kanada und Australien unterzeichneten den Bericht nicht. Anfangs beteiligte Agrarunternehmen beendeten ihre Mitarbeit schon vor dem Schlussbericht.

## Weltagrarrat (IAASTD)
Der Weltagrarrat wurde 2002/2003 von der Weltbank und den Vereinten Nationen (UN) mit dem Ziel der Reduktion weltweiter Unterernährung und Armut initiiert. Auf dem ersten Treffen 2004 waren 185 Gruppen vertreten: 45 Regierungen, 86 Nichtregierungsorganisationen (NGOs), 29 Sponsoren (inklusive der Weltgesundheitsorganisation und der FAO) sowie mehrere internationale Biotechnologiefirmen. Generalsekretär war der damalige Chef-Wissenschaftler der Weltbank Robert T. Watson, der in den 1980er-Jahren bereits den wegweisenden Bericht zum Abbau der Ozonschicht in der Erdatmosphäre (-> Ozonloch) sowie in den 1990er-Jahren den Weltklimarat mitbegründet hat sowie bis 2001 dessen Vorsitz innehatte.
Der IAASTD soll untersuchen, wie die Weltbevölkerung nachhaltig ernährt werden kann. Dabei sollen Relevanz, Qualität und Effektivität von landwirtschaftlichem Wissen, Agrarforschung und -technologie für die Reduzierung von Hunger und Armut weltweit bei der Landbevölkerung evaluiert werden unter Berücksichtigung der Aspekte Klimaverträglichkeit, Erhaltung der Biodiversität sowie sozialer und gesundheitlicher Gesichtspunkte.

## Inhalt des Berichts
Die Welt ist laut dem Bericht durch ungleiche Entwicklung, nicht-nachhaltigen Gebrauch der natürlichen Ressourcen, die negativen Auswirkungen der globalen Erwärmung sowie fortgesetzten Welthunger und Armut gekennzeichnet. Um diesen Problemen wirkungsvoll zu begegnen, schlagen die Autoren des Berichts vor, Kleinbauern zu stärken, die für ihr lokales Umfeld produzieren.

### Kernaussagen
- Um den Herausforderungen der Zukunft gewachsen zu sein, bedarf es eines radikalen und systematischen Wandels in der landwirtschaftlichen Forschung, Entwicklung und Praxis.
- Der entscheidende Faktor zur Bekämpfung des Hungers ist nicht die Steigerung der Produktivität um jeden Preis, sondern die Verfügbarkeit von Lebensmitteln und ihrer Produktionsmittel vor Ort.
- Die besten Garanten für die lokale Ernährungssicherheit sowie die nationale und regionale Ernährungssouveränität sind kleinbäuerliche Strukturen. Ihre Multifunktionalität mit ihren ökologischen und sozialen Leistungen müssen anerkannt und gezielt gefördert werden.
- Die Umwandlung von Anbauflächen für Lebensmittel in Treibstoffflächen ist nicht vertretbar. Es sind effizientere, integrierte und dezentrale Formen der Bio-Energiegewinnung zu fördern.
- Die Grüne Gentechnik bringt bisher mehr Probleme als Lösungen und lenkt das Forschungsinteresse einseitig auf patentierbare Produkte.
- Die Freiheit der Forschung und die Verbreitung von Wissen wird durch geistige Eigentumsrechte und -ansprüche (z. B. auf Saatgut) maßgeblich negativ beeinflusst.
- Die öffentliche Agrarforschung und Entwicklung muss praxisnäher werden, die Fragen der Landwirte beantworten und diese an den Entwicklungen beteiligen.
- Um die Treibhausgasemissionen pro erzeugtem physiologischem Brennwert zu reduzieren, bedarf es technologischer Revolutionen und drastischer Einschnitte.

### Empfohlene Investitionen
- Verbesserung agrarökologischer Methoden und der Anbaumethoden mit geringem externen Input
- Pflanzenzüchtungen für bessere Temperatur- und Schädlingsbeständigkeit
- finanzielle und nicht-finanzielle Abgeltungen von Umweltleistungen
- biologischer Ersatz von Agrochemie
- Verringerung der Abhängigkeit der Landwirtschaft von fossilen Brennstoffen

## Kontroverse
Dem Weltagrarbericht wird von Teilen der Agrarwirtschaft und -forschung vorgeworfen, stark ideologisch beeinflusst zu sein. Insbesondere die Forderung nach einer verstärkten Förderung der ökologischen Landwirtschaft und die Ablehnung der Grünen Gentechnik sei auf dem Lobbyismus verschiedener Interessengruppen zurückzuführen, nicht auf Wissenschaft. So habe der IAASTD einen 2003 veröffentlichten Bericht des Internationalen Wissenschaftsrats ignoriert, dem zufolge es bisher keinen Nachweis für nachteilige Umwelt- und Gesundheitseffekt der Grünen Gentechnik gebe. 
Auch ein 2000 veröffentlichter Bericht der FAO zu den Chancen der Grünen Gentechnik sei ignoriert worden. 
Die Public Research and Regulations Initiative, eine Interessenvertretung der öffentlichen Biotechnologie-Forschung, erklärte: „Wir glauben, dass das Biotechnologie-Kapitel aus einer Perspektive geschrieben wurde, die sich derart fundamental von unserer unterscheidet, dass Kommentare bezüglich der vielen Mängel und Fehler sinnlos sind.“
Das Institut für Landwirtschaftliche Betriebslehre der Universität Hohenheim analysierte den Weltagrarbericht und kam zu dem Ergebnis, dass kein Grund vorliegt, die wissenschaftliche Qualität der Publikation in Frage zu stellen.

### Reaktionen einzelner Akteure und Länder
Die Agrarunternehmen Monsanto, Syngenta und BASF, die an der Ausarbeitung des Berichtes beteiligt waren, zogen sich vorzeitig von der Mitarbeit zurück.
Die USA, Kanada und Australien haben den Schlussbericht wegen dessen Kritik an der zu raschen Marktöffnung nicht unterzeichnet. Die drei Staaten äußerten auch Vorbehalte gegenüber einigen Schlussfolgerungen und Empfehlungen des Weltagrarberichts.
Die deutsche Bundesregierung hat den Weltagrarbericht nicht unterzeichnet. Die damalige Entwicklungsministerin Heidemarie Wieczorek-Zeul (SPD) unterstützte den Bericht und forderte die Unterzeichnung. Das Landwirtschaftsministerium war jedoch anderer Meinung: Es seien überwiegend schon bekannte Fakten zusammen getragen worden, die bereits in den Prinzipien der deutschen Entwicklungspolitik verankert seien. Eine Unterzeichnung sei daher „entbehrlich“.
Anfang 2011 hat die Bundestagsfraktion der Partei Die Linke in einer Anfrage erneut die Unterzeichnung angeregt. Die Bundesregierung sah jedoch „derzeit keine Notwendigkeit“. Die CDU/CSU-Bundestagsfraktion hat sich „sehr deutlich für eine intensive Landwirtschaft“ und gegen eine Unterzeichnung ausgesprochen. Die SPD-Bundestagsfraktion hat sich dafür ausgesprochen, dass der Weltagrarbericht fortgeschrieben wird und sich enthalten. Die FDP-Bundestagsfraktion meinte, dass der „Bericht mit seinen ideologisch ausgerichteten Folgerungen [Insgesamt] zu kurz“ greife. Die Bundestagsfraktion Bündnis 90/Die Grünen unterstützte den Antrag der Linken.